# Conchidium articulatum
Conchidium articulatum är en orkidéart som först beskrevs av John Lindley, och fick sitt nu gällande namn av Stephan Rauschert. Conchidium articulatum ingår i släktet Conchidium, och familjen orkidéer. Inga underarter finns listade i Catalogue of Life.